# Иванов, Владимир Сергеевич (Герой Социалистического Труда)
Иванов Владимир Сергеевич (10 сентября 1909, Вартемяги, Санкт-Петербургская губерния, Российская империя — 22 апреля 1982, Ленинград, СССР) — регулировщик объединения «Красная Заря» Министерства радиопромышленности СССР, Герой Социалистического Труда (1966).

## Биография
Иванов Владимир Сергеевич родился 10 сентября 1909 года в деревне Вартемяги в семье ветеринарного врача. Русский. В 1918 году семья переехала на станцию Парголово. В 1926 году окончил школу 2-й ступени на станции Удельная.
Свою карьеру Владимир Сергеевич начал летом 1926 года рабочим на станции Парголово Финляндской железной дороги.
С 1927 года работал в системе Электротреста заводов слабого тока: был подручным монтера в отделениях в Харькове и Новороссийске. Освоил специальность регулировщика аппаратуры, работал на строительстве автоматической телефонной станции в Ростове-на-Дону, на наладке телеграфной станции в Керчи.
В 1928 году вернулся в Ленинград, где устроился на завод «Красная заря» в должности приёмщика.
В 1929—1931 годах работал в должности механика на строительстве АТС в Москве.
В 1931—1933 годах походил срочную служба в Красной Армии, в артиллерийском полку спецвойск в Пушкино.
Член партии ВКП(б) КПСС с 1932 года.
В 1934 году вернулся на завод «Красная Заря», где начал работать регулировщиком.
В июле 1941 года Владимир Сергеевич был вновь призван в армию Дзержинским райвоенкоматом города Ленинград. Прошел курсы усовершенствования офицерского состава в гороховецких лагерях и был направлен в 359-ю стрелковую дивизию. В составе 924-го артиллерийского полка этой дивизии воевал с декабря 1941 года по май 1943 года, участвовал в контрнаступлении под Москвой и боях на Ржевском направлении. Был адъютантом, заместителем командира артиллерийского дивизиона. Весной 1943 года направлен на курсы особого назначения, где, во время учебы, при ликвидации диверсии на складе боеприпасов, был контужен. После госпиталя на фронт не попал, службу продолжил в учебных артиллерийских частях в Воронежском и Орловском военных округах. В январе 1946 года капитан Иванов был уволен в запас.
В феврале 1946 года Владимир Иванов вернулся на завод «Красная заря» в должности регулировщика, затем тренировщиком. Владимир Сергеевич продолжал свою трудовую деятельность до выхода на пенсию в октябре 1973 года.
Скончался 22 апреля 1982 года. Похоронен на Северном кладбище в Санкт-Петербурге.

## Награды
Указом Президиума Верховного Совета СССР за выдающиеся заслуги в выполнении плана 1959—1965 годов и за создание новой техники Владимиру Сергеевичу было присвоено звание Героя Социалистического Труда.
- Орден Ленина (29.07.1966)
- Орден Трудового Красного Знамени (04.01.1954)
- Орден Красной Звезды (08.03.1943)